# Frauke Eickhoff
Frauke-Imke Eickhoff (ur. 24 października 1967 w Celle) – niemiecka judoczka. Olimpijka z Barcelony 1992, gdzie zajęła piąte miejsce w półśredniej.
Mistrzyni świata w 1991. Startowała w Pucharze Świata w latach 1990–1992. Zdobyła trzy medale na mistrzostwach Europy w latach 1988–1992. Druga na akademickich MŚ w 1988 i 1990 roku.

## Letnie Igrzyska Olimpijskie 1992
| Konkurencja | Rundy eliminacyjne      | Rundy eliminacyjne | Rundy eliminacyjne        | Finały             | Finały           | Klas. końcowa |
| Konkurencja | 1/32                    | 1/16               | 1/4                       | Półfinał           | O 3. miejsce     | Miejsce       |
| ----------- | ----------------------- | ------------------ | ------------------------- | ------------------ | ---------------- | ------------- |
| 61 kg       | Jelena Pietrowa (EUN) Z | Jenny Gal (NED) Z  | Gella Vandecaveye (BEL) Z | Ja’el Arad (ISR) P | Zhang Di (CHN) P | 5.            |